# Mollienesia
Mollienesia – podrodzaj ryb piękniczkowatych (Poeciliidae) w obrębie rodzaju Poecilia charakteryzujących się krótkim i rozłożystym gonopodium, występujących w wodach słodkich i słonawych Ameryki Środkowej i Południowej. U niektórych występuje zjawisko ginogenezy.
Gatunkiem typowym podrodzaju jest Mollienesia latipinna (molinezja szerokopłetwa) opisana z jeziora Pontchartrain w USA. Niektóre gatunki są popularnymi rybami akwariowymi, w języku polskim określanymi nazwą zwyczajową molinezja.
Do podrodzaju zalicza się też (poza gatunkiem typowym):
- P. (M.) butteri
- P. (M.) cancana
- P. (M.) catemaconis
- P. (M.) chica
- P. (M.) dauli
- P. (M.) dominicensis
- P. (M.) elegans
- P. (M.) formosa – molinezja meksykańska[4]
- P. (M.) hispaniolana
- P. (M.) latipunctata – molinezja szerokokropkowana[5]
- P. (M.) marcellinoi
- P. (M.) maylandi
- P. (M.) mexicana
- P. (M.) petenensis
- P. (M.) salvatoris
- P. (M.) sphenops – molinezja ostrousta[4]
- P. (M.) sulphuraria
- P. (M.) teresae
- P. (M.) vandepolli
- P. (M.) velifera – molinezja żaglopłetwa[4]
- P. (M.) vivipara

W hodowlach akwarystycznych uzyskano odmiany hodowlane oraz krzyżówki, np. molinezja "Black Molly" – krzyżówka molinezji szerokopłetwej (Poecilia latipinna) z molinezją ostroustą (Poecilia sphenops)

## Synonimy

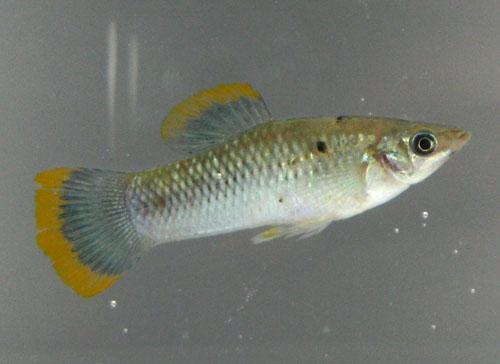
Poecilia sphenops

W literaturze naukowej nazwa tego podrodzaju (traktowanego też jako rodzaj) zapisywana była również jako:
- Molienesia Müller, 1843
- Molienisia Lesueur, 1821
- Molinesia Lesueur, 1821
- Molinisea Swainson, 1838
- Mollienesia Günther, 1866
- Mollienisia Cuvier & Valenciennes, 1846